# 红斑蛹螺
红斑蛹螺（学名：Pupa coccinata）为捻螺科蛹螺属的动物。

## 型態描述
外殼主要是白色的殼上綴有橙紅色的點。體長約25 mm。

## 分佈
本物種分佈於新加坡、菲律宾及中国大陆南中國海海域的海南、广东等西太平洋熱帶海洋，還有日本及印度洋的苏伊士。
属于暖水性种。其主要栖息于潮间带-潮下带浅水区。

## 外部連結
- 維基物種上的相關：红斑蛹螺